# Diaea bipunctata
Diaea bipunctata es una especie de araña cangrejo del género Diaea, familia Thomisidae. Fue descrita científicamente por Rainbow en 1902.

## Distribución
Esta especie se encuentra en Vanuatu.